# Józef Przewłocki
Józef Andrzej Przewłocki herbu Przestrzał (ur. 26 marca 1895 w Woli Gałęzowskiej, zm. 1962) – rotmistrz Wojska Polskiego, ziemianin, właściciel majątku Brudzew.

## Życiorys
Urodził się w Woli Gałęzowskiej, w ówczesnej guberni lubelskiej, w rodzinie Konstantego i Eleonory Plater-Zyberk. W 1913 złożył maturę w c. k. Gimnazjum III w Krakowie.
8 stycznia 1924 został zatwierdzony w stopniu porucznika ze starszeństwem z 1 czerwca 1919 i 146. lokatą w korpusie oficerów rezerwy kawalerii. Posiadał wówczas przydział w rezerwie do 1 Pułku Ułanów Krechowieckich w Augustowie. W 1934, jako oficer rezerwy pozostawał w ewidencji Powiatowej Komendy Uzupełnień Kalisz. Posiadał przydział do 15 Pułku Ułanów Poznańskich w Poznaniu. Na stopień rotmistrza został mianowany ze starszeństwem z 19 marca 1939 i 3. lokatą w korpusie oficerów rezerwy kawalerii.

## Ordery i odznaczenia
- Krzyż Walecznych trzykrotnie[6]
- Medal Niepodległości – 16 marca 1937 „za pracę w dziele odzyskania niepodległości”[9]